# IC 2018
IC 2018 је спирална галаксија у сазвјежђу Златна риба која се налази на листи објеката дубоког неба у Индекс каталогу.
Деклинација објекта је - 52° 46' 50" а ректасцензија 3h 57m 54,4s. Привидна величина (магнитуда) објекта IC 2018 износи 14,9 а фотографска магнитуда 15,7. IC 2018 је још познат и под ознакама ESO 156-21, PGC 14173.